# Убивчий білий
«Убивчий білий» (англ. Lethal White) — детективний роман Джоан Роулінг, що вийшов у вересні 2018 року під псевдонімом Роберт Ґалбрейт (англ. Robert Galbraith).

## Сюжет
Під час одруження Робін Еллакотта з Меттью Канліффом Корморан Страйк захопив Шеклвелльского Різника, ввечері ця новина вже широко відома, за винятком Робін. Коли Страйк розповідає їй, що намагався зв'язатися з нею протягом тижня, вона розуміє, що Метью видалив повідомлення Страйка, що призводить до серйозної сварки між новим подружжям. Перед від'їздом Страйка Робін приймає його пропозицію працювати найманим партнером у детективному агентстві.
Через рік Страйк розширив своє детективне агентство до такої міри, що йому потрібно найняти більше слідчих. Цього разу незапрошений візит Біллі Найта, молодого чоловіка із психічними захворюваннями, який стверджує, що був свідком вбивства дитини та поховання тіла в лісі кілька років тому, але не може надати жодних подробиць, перш ніж закінчиться, починає четверту книгу. Намагаючись встановити особу Біллі, Страйк зустрічає старшого брата Біллі Джиммі і дівчину Джиммі Флік, радикальних лівих активістів, які стверджують, що Біллі нестабільний і ненадійний.
Зрештою Страйк розкриває, що Біллі був підданий наркотикам від Фредді та Джиммі. Потім Біллі побачив, як Фредді душив молодого Рафаеля, поки той не втратив свідомість, а потім поховали маленького коня, якого Фредді вбив під час окремого жорстокого акту, який команда Страйка викопала. Страйк і Робін йдуть разом.

## Екранізація
Джоан Роулінг офіційно підтвердила, що книга буде екранізована в рамках серіалу «Страйк». Адаптація, аналогічна книзі, стане найтривалішою за серіал і складе чотири серії. Прем'єра показу серіалу відбулася 30 серпня 2020 року.